# CTV Television Network
CTV é a maior rede de televisão privada e de língua inglesa do Canadá. É de propriedade do conglomerado Bell Globemedia e está baseado na cidade de Toronto, capital da província de Ontário. Desde 2002, é a rede de televisão com a maior audiência, após batalhar vários anos com a concorrente Global Network neste mercado.
Nunca houve um nome completo para as inicias "CTV". No entanto, muitas pessoas adotaram "Canadian Television", que foi usada em uma campanha promocional da rede, no final dos anos 1990.

## Slogans
- 1961-1966: "This is CTV" (Essa é a CTV)
- 1966-1967: "The Colour Network" (A Rede Colorida)
- 1967-1974: "It's Happening on CTV" (Está Acontecendo na CTV)
- 1974-1985: "For Those Who Want It All" (Para Aqueles Que Querem Tudo)
- 1985-1987: "CTV Entertains You" (CTV Entretém você)
- 1987-1988: "You'll See it All on CTV" (Você Verá Tudo na CTV)
- 1988-1989: "The Choice of Canadians" (A Escolha dos Canadenses)
- 1989-1990: "Watch Yourself on CTV" (Veja Você Mesmo na CTV)
- 1990-1997: "Tuned In To You" (Em Sintonia com Você)
- 1997-2003: "Canadian Television" (Televisão Canadense)
- 2003-2005: "Canada's Watching" (O Canadá Está Assistindo)
- 2005-present: "Canada's #1 Network" (A Rede #1 do Canadá)